# Zájezdní hostinec Arnoštov
Zájezdní hostinec v Arnoštově (německy Ernsthal) je klasicistní budova bývalého hostince v obci Horní Sytová. Od roku 1958 je kulturní památkou.

## Historie
V místě hostince (na soutoku Jizery a Jizerky) stály harrachovské hamry. Zájezdní hostinec byl postaven zřejmě koncem 18. století jako součást železářského podniku založeného roku 1754 hrabětem Arnoštem Quido Harrach. Roku 1850 železárny vyhořely a fungoval pouze hostinec. Přepřahaly se zde koňské potahy, neboť ještě nebyla postavena silnice a cesty (ač významné) v kopcovitém terénu nebyly dobré. Od roku 1911 do 1994 se zde konaly hasičské plesy SDH Horní Sytová.
V devadesátých letech 20. století hostinec chátral a bylo rozhodnuto o jeho prodeji. Od té doby vystřídala budova několik majitelů (Burák s.r.o., Global Invest Bohemia s.r.o.), objekt však chátral dál. Roku 2005 byly provedeny nutné sanační práce a statické zajištění. Údaje z roku 2014 uvádí, že je objekt napaden dřevomorkou. Roku 2020 byl zakoupen Pavlem a Karlou Storzerovymi a započaly opravné a záchranné práce.

## Popis
Hostinec je zděnou klasicistní budovou rozlehlého obdélného půdorysu. Jednou z nejvýznamnějších dominant objektu je původní mansardová střecha.